# Sphaerotheca (amphibien)
Genre
Sphaerotheca est un genre d'amphibiens de la famille des Dicroglossidae.

## Répartition
Les cinq espèces de ce genre se rencontrent au Pakistan, en Inde, au Népal et au Sri Lanka. 

## Liste des espèces
Selon Amphibian Species of the World (11 juin 2017) :
- Sphaerotheca breviceps (Schneider, 1799)
- Sphaerotheca dobsonii (Boulenger, 1882)
- Sphaerotheca leucorhynchus (Rao, 1937)
- Sphaerotheca rolandae (Dubois, 1983)
- Sphaerotheca strachani (Murray, 1884)

## Publication originale
- Günther, 1859 "1858" : Catalogue of the Batrachia Salientia in the collection of the British Museum (texte intégral).